# 内藤千百里
内藤 千百里（ないとう ちもり、1923年6月10日 - 2018年1月27日）は、日本の経営者。元関西電力（関電）代表取締役副社長。旧姓は竹内。

## 概要
大阪府出身。天王寺中学校、旧制松江高等学校を経て、1947年、京都帝国大学経済学部卒業と同時に関電前身の関西配電に入社。1962年に芦原義重社長の秘書になり、政財界とのパイプ役を約30年間務めた。1970年に芦原は会長に退き、さらに相談役名誉会長に退いたが、その後も腹心であった内藤を用いて社内に強い影響力を持った。ところが、1986年に『朝日ジャーナル』誌で連載されていた「企業探検」で関電が取り上げられ、その一種恐怖支配とも取れるワンマンぶりが公となった（なお、この記事を執筆したのは当時龍谷大学教授だった奥村宏であった）。これで社内外に批判が噴出、翌1987年2月の関電取締会で芦原と内藤の解任動議が出され、小林庄一郎会長のイニチアシブの下、両者の解任が可決された晩年は大阪府羽曳野市羽曳が丘西に居住した。朝日新聞の取材に応じ、2013年12月から2014年7月にかけて延べ69時間にわたって証言。少なくとも1972年から18年間、歴代現職内閣総理大臣7人（田中角栄・三木武夫・福田赳夫・大平正芳・鈴木善幸・中曽根康弘・竹下登）や自由民主党有力者らに「盆暮れのあいさつ」として年2回200万円-1000万円ずつ政治献金する慣行があった、政界全体に配付した資金は年間数億円に上った、電力各社は1974年に企業献金廃止宣言をしたものの水面下で献金を続けた、原子力発電（原発）依存度の高い関電にとって円滑に原発導入を進める上で政界工作が重要だった、原資はすべて電気料金で、「一に電力の安泰、二に国家の繁栄」のために「漢方薬のように時間をかけて効果が出ることを期待していた」、などと語った。2018年、94歳で心不全で死去した。